# Matsumyia cyaniventris
Matsumyia cyaniventris är en tvåvingeart som först beskrevs av Sack 1926.  Matsumyia cyaniventris ingår i släktet Matsumyia och familjen blomflugor. Inga underarter finns listade i Catalogue of Life.